# Beychac-et-Caillau
Beychac-et-Caillau é uma comuna francesa na região administrativa da Nova Aquitânia, no departamento da Gironda. Estende-se por uma área de 15,64 km². Em 2010 a comuna tinha 2 292 habitantes (densidade: 146,5 hab./km²).